# Marián Štrbák
Marián Štrbák (* 13. února 1986 v Prievidzi) je slovenský fotbalový obránce nebo záložník, od roku 2015 bez angažmá. Mimo Slovenska působil v Česku.

## Klubová kariéra
Svoji fotbalovou kariéru začal v Horné Nitře. Následně odešel na hostování do Nové Vsi, kam následně přestoupil. Poté hostoval nejprve v Novákách a následně v Borčici. Před jarní částí sezony 2009/10 zamířil do Zlatých Moravců, odkud odešel do Bánovců nad Bebravou. V průběhu jara 2012 byl poslán na hostování do Senice. K 1. 7. 2012 se stal volným hráčem a rozhodl se zkusit zahraniční angažmá. Nejprve byl neúspěšně testován týmem Vysočina Jihlava a poté přestoupil do Ústí nad Labem. Po půl roce podepsal kontrakt s Opavou. Po nepovedené sezóně, která vyústila v pád Opavy do Moravskoslezské fotbalové ligy, byl jeho kontrakt rozvázán. Před sezonou 2013/2014 zamířil do Táborska. V létě 2014 se vrátil po dvou letech na Slovensko konkrétně do Zlatých Moravců, kde po půl roce skončil.